# Pärnu JK Tervis
JK Pärnu Tervis (est. Jalgpalliklubi Pärnu Tervis) – estoński klub piłkarski z siedzibą w Parnawie.

## Historia
Chronologia nazw:
- 19??—19??: JK Pärnu Tervis
- 1992: KEK Pärnu
- 1992—: JK Pärnu Tervis

Klub został założony w 1992 jako KEK Pärnu. Chociaż jeszcze w 1935-1939 oraz w 1942-1943 występował w najwyższej lidze Mistrzostw Estonii. W 1992 przywrócił nazwę JK Pärnu Tervis. W 1993/94 debiutował w najwyższej lidze Mistrzostw Estonii, ale nie utrzymał w niej i spadł do Esiliiga. Po roku powrócił do Meistriliigi, ale w 1996 sprzedał licencję gry dla klubu Lelle SK.

## Sukcesy
- Mistrzostwa Estonii:

3 miejsce: 1942, 1943

## Europejskie puchary
Legenda do wszystkich tabel:
- Q – runda eliminacyjna, 1/16, 1/8, 1/4, 1/2 – odpowiednia faza rozgrywek, Grupa – runda grupowa, 1r gr – pierwsza runda grupowa, 2r gr – druga runda grupowa, F – finał, R – runda, PO – play-off
- k. – rzuty karne, los. – losowanie, Dogr. – dogrywka, w. – zasada bramek strzelonych na wyjeździe

| Sezon | Rozgrywki        | Runda   | Klub                   | Dom | Wyjazd | Ogólnie    |
| ----- | ---------------- | ------- | ---------------------- | --- | ------ | ---------- |
| 1995  | Puchar Intertoto | Grupa 7 | FK Budućnost Podgorica | 1–3 |        | 5. miejsce |
| 1995  | Puchar Intertoto | Grupa 7 | Nea Salamis Famagusta  |     | 0–2    | 5. miejsce |
| 1995  | Puchar Intertoto | Grupa 7 | Bayer 04 Leverkusen    | 1–6 |        | 5. miejsce |
| 1995  | Puchar Intertoto | Grupa 7 | OFI Kreta              |     | 0–2    | 5. miejsce |